# Чьюлу
Чьюлу (Нгулиа, англ. Chyulu Hills, Chyulu-Ngulia range) — горный хребет вулканического происхождения на юге Кении, в Восточной провинции. Высота высочайшей вершины 2353 метров над уровнем моря, горы Нгулиа (Ngulia) — 1823 метров.
100-километровое вулканическое поле Чьюлу-Хилс тянется в направлении с северо-запада на юго-восток и расположено в 150 км к востоку от Великой рифтовой долины. Содержит несколько сотен маленьких конусов и потоков, включая многочисленные недавние конусы шлака. Два из них, Шайтани (Shaitani) и Чайну (Chainu), извергались в середине XIX века. Вулканическая деятельность началась около 1,4 млн лет назад с извержений на севере Чьюлу-Хилс и мигрировала на юго-восток. Последнее извержение было в 1855 году.
Является местоположением национального парка Чьюлу-Хилс (Chyulu Hills National Park), который находится в управлении Службы охраны дикой природы Кении (KWS). Площадь 741 км² (74 100 гектаров). Основан в 1983 году. Национальный парк Чьюлу-Хилс можно сравнить с национальным парком Дубль-Ве в Нигере, расположенным в переходной зоне между саванной и лесными массивами, как часть Чьюлу-Хилс находится в переходной зоне между лугопастбищными угодьями равнин Цаво и лесом Чьюлу.
Национальный парк Чьюлу-Хилс важен как коридор для перемещения слонов из национального парка Восточный Цаво в Национальный парк Амбосели и служит важным водосборным бассейном для источников Мзима, рек Цаво и Галана.